# Mitsubishi A6M Zero
O Mitsubishi A6M Zero foi o principal caça da Marinha Imperial Japonesa durante toda a Segunda Guerra Mundial.
Ganhou reputação de invencível no início da participação japonesa no conflito, com a sua manobrabilidade, alcance e razão de subida inigualáveis por qualquer caça ocidental, tanto de terra quanto embarcado. Foi também o avião usado tanto por Hiroyoshi Nishizawa o maior piloto japonês da guerra, quanto por Saburo Sakai, o maior ás japonês que sobreviveu ao conflito.
Tinha um defeito fundamental: para que pudesse ter a leveza e o poder de manobra que tinha, era privado de blindagem em relação à cabine do piloto e ao tanque de combustível, o que a exemplo de outros aviões de guerra japoneses do início do conflito, o tornava extremamente vulnerável ao fogo inimigo, bastava por vezes dar poucos tiros de bala incendiária na barriga do avião para o destruir ou então na fuselagem, muitos pilotos aliados reconheciam que bastava poucos tiros para destruir o frágil Zero. Esta vulnerabilidade era típica desses vários modelos de aviões de combate japoneses, já que a Marinha Imperial Japonesa preferia que um avião tivesse uma boa manobrabilidade do que segurança, resultando assim na morte de muitos tripulantes que, ao longo do conflito, fizeram falta pela sua quantidade e experiência em momentos críticos para o Japão.
Embora insuperável no combate individual, os aliados ainda em 1942 desenvolveram táticas de combate aéreo em grupo que logo começaram a anular tal vantagem. E assim que modelos aliados equivalentes ou mais aperfeiçoados começaram a entrar em serviço ao final de 1943, foi superado pelo famoso F6F Hellcat, sendo porém mantido como principal caça nipônico na linha de frente por falta de uma política industrial que produzisse em grande escala algum de seus substitutos que já estavam disponíveis em meados de 1944, como entre outros o Kawanishi N1K ou Shiden (também apelidado pelos pilotos ocidentais de "George").
O Zero foi muito famoso também por ter sido o principal avião utilizado pelos Kamikazes, sendo considerado ainda hoje uma obra incrível de engenharia que marcou o início da tecnologia de alta precisão japonesa. Criado por Jiro Horikoshi.
Os caças Zero da série M2, operaram em 1940-41, no bombardeio japonês à China e em Pearl Harbor. No ataque a Pearl Harbor, existiam 420 Zeros em atividade no Pacífico. Estima-se que durante a Segunda Guerra Mundial, os Zeros destruíram 1 550 aeronaves americanas.

## Desenvolvimento
O Mitsubishi A5M entrou em serviço no início de 1937, quando a Marinha Imperial Japonesa começou a tentar arranjar uma eventual substituição. Em Maio, eles emitiram especificações para um novo caça com base em porta-aviões, enviando-as para Nakajima e Mitsubishi. Ambas as empresas começaram a trabalhar no projeto preliminar enquanto esperavam exigências mais definitivas sejam enviadas em poucos meses.
Com base nas experiências do A5M na China, a Marinha Imperial Japonesa enviado requisitos atualizados em Outubro, exigindo uma velocidade de 600 km/h e uma subida de 3 000 m em 3,5 min. Com tanques de combustível exteriores, eles queriam uma resistência de duas horas a energia normal, ou seis a oito horas à velocidade de cruzeiro econômica.
O armamento era composto por dois canhões Type 99-1 de 20 mm, duas metralhadoras Type 97 de 7,7 mm e duas bombas de 30 kg ou 60 kg. Um conjunto completo de rádio era para ser montado em todas as aeronaves, juntamente com um localizador de direção de rádio para a navegação de longo alcance. A manobrabilidade era para ser pelo menos igual à do A5M, enquanto a envergadura teve que ser inferior a 12 metros para permitir a utilização de um porta-aviões. Tudo isso era para ser alcançado com motores disponíveis, uma limitação de design significativo. O motor do Zero raramente atingia cerca de 1 000 cavalos em qualquer das suas variantes.
A Nakajima considerou os novos requisitos inatingíveis e saiu da competição em Janeiro. O designer-chefe da Mitsubishi, Jiro Horikoshi, pensou que os requisitos poderiam ser cumpridos, mas apenas se a aeronave poderia ser feita o mais leve possível. Cada possível medida de redução de peso foi incorporado no projeto. A maioria dos aviões foram construídos de uma nova liga de alumínio ultra-secreta Type 7075 desenvolvida pela Sumitomo Metal Industries em 1936. Chamado de extra super duralumínio (ESD), era mais leve e mais forte do que outras ligas (como a Type 24S) usado no momento, porém eram mais frágeis e propensas à corrosão, todos os Zeros eram revestidos com uma material de anticorrosão após a fabricação. Blindagem não foi fornecida ao piloto, motor ou outros pontos críticos da aeronave, e tanques de combustível auto-selantes, que estavam-se tornando comum na época. Isso fez com que o Zero fosse mais manobrável, e tivesse um grande alcance em relação a qualquer aeronave na altura, era capaz de procurar um inimigo centenas de quilômetros, trazendo-os para a batalha, em seguida, retornar centenas de quilômetros de volta para a sua base ou porta-aviões. No entanto, a redução de peso e de construção também deixou os propensos a pegar fogo e explodir quando atingido por metralhadoras inimigas.
Com seu layout monoplano de asa baixa, todo o conjunto de trem de pouso retrátil e cockpit fechado, o Zero era um dos aviões mais modernos do mundo, no momento da sua introdução. Ele tinha uma asa com bastante área de elevação, baixa velocidade e com uma carga de asa muito baixa. Isto, combinado com o seu peso leve, resultou em uma velocidade muito abaixo dos 60 kN (110 km/h). Esta foi a principal razão para a sua capacidade de manobra fenomenal, permitindo que ele estivesse em vantagem sob qualquer piloto aliado do tempo.

## Imagens

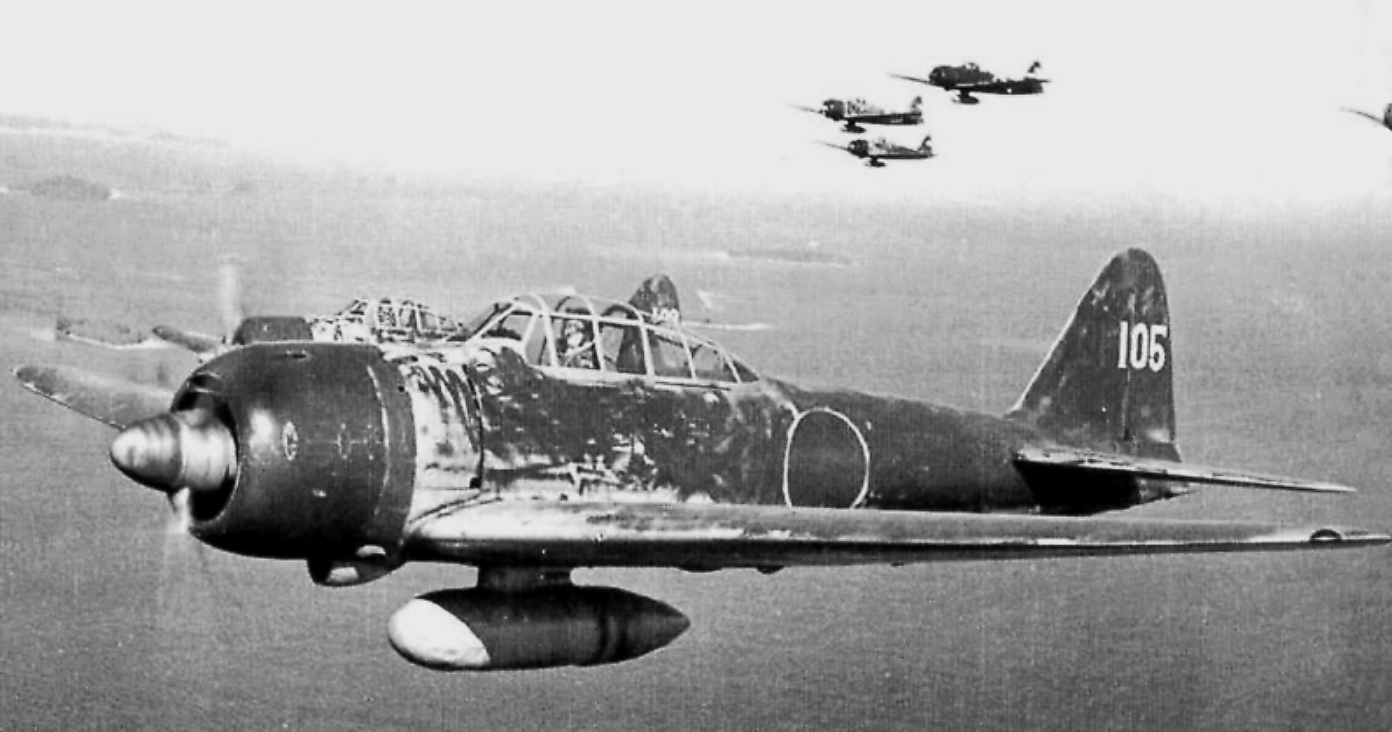
Hiroyoshi Nishizawa neste A6M3 22 sobre as Ilhas Salomão em 1943.
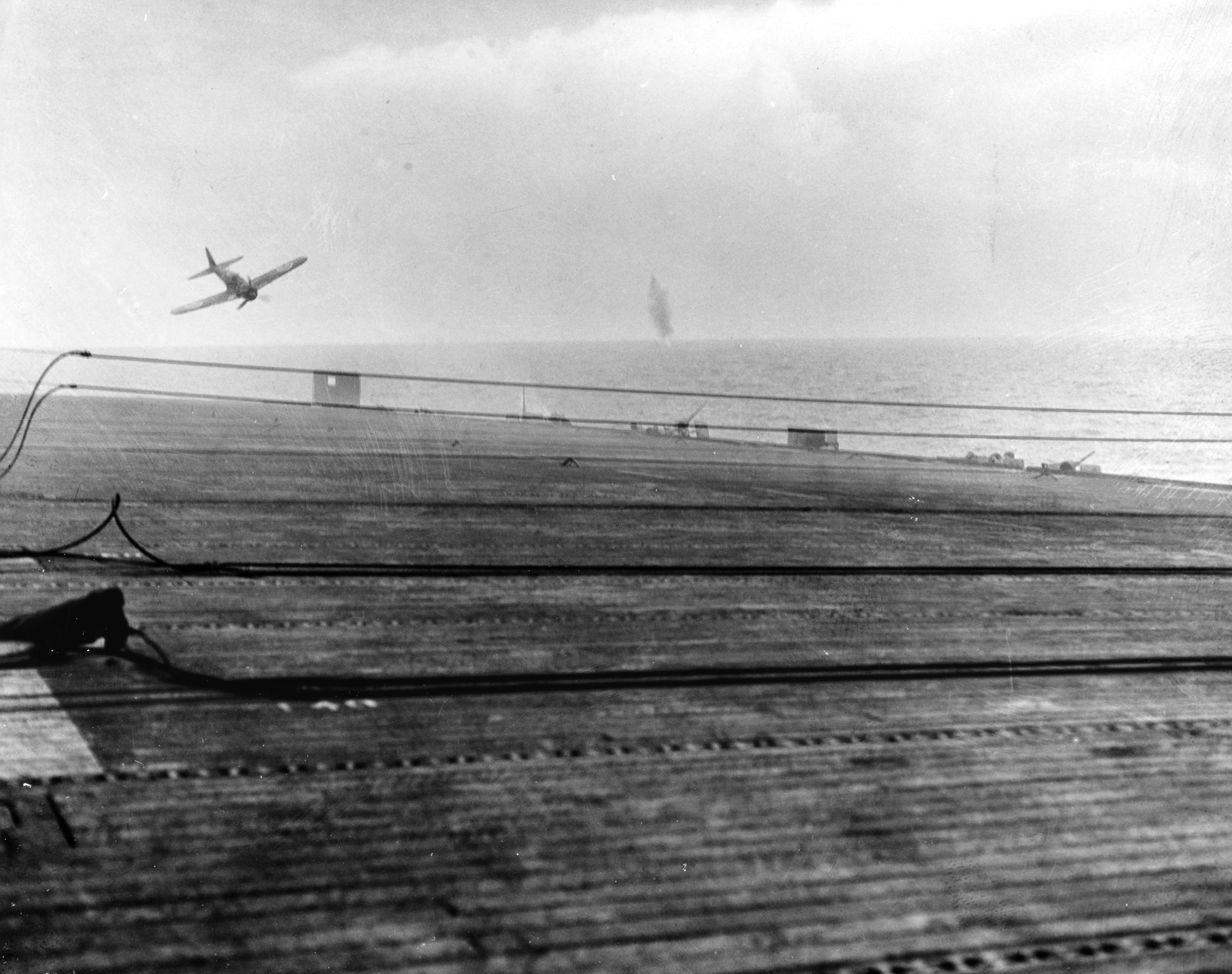
Ataque kamikaze em 25 de Outubro de 1944, efetuado por um Zero A6M5 Modelo 52 contra o porta-aviões americano USS White Plains.
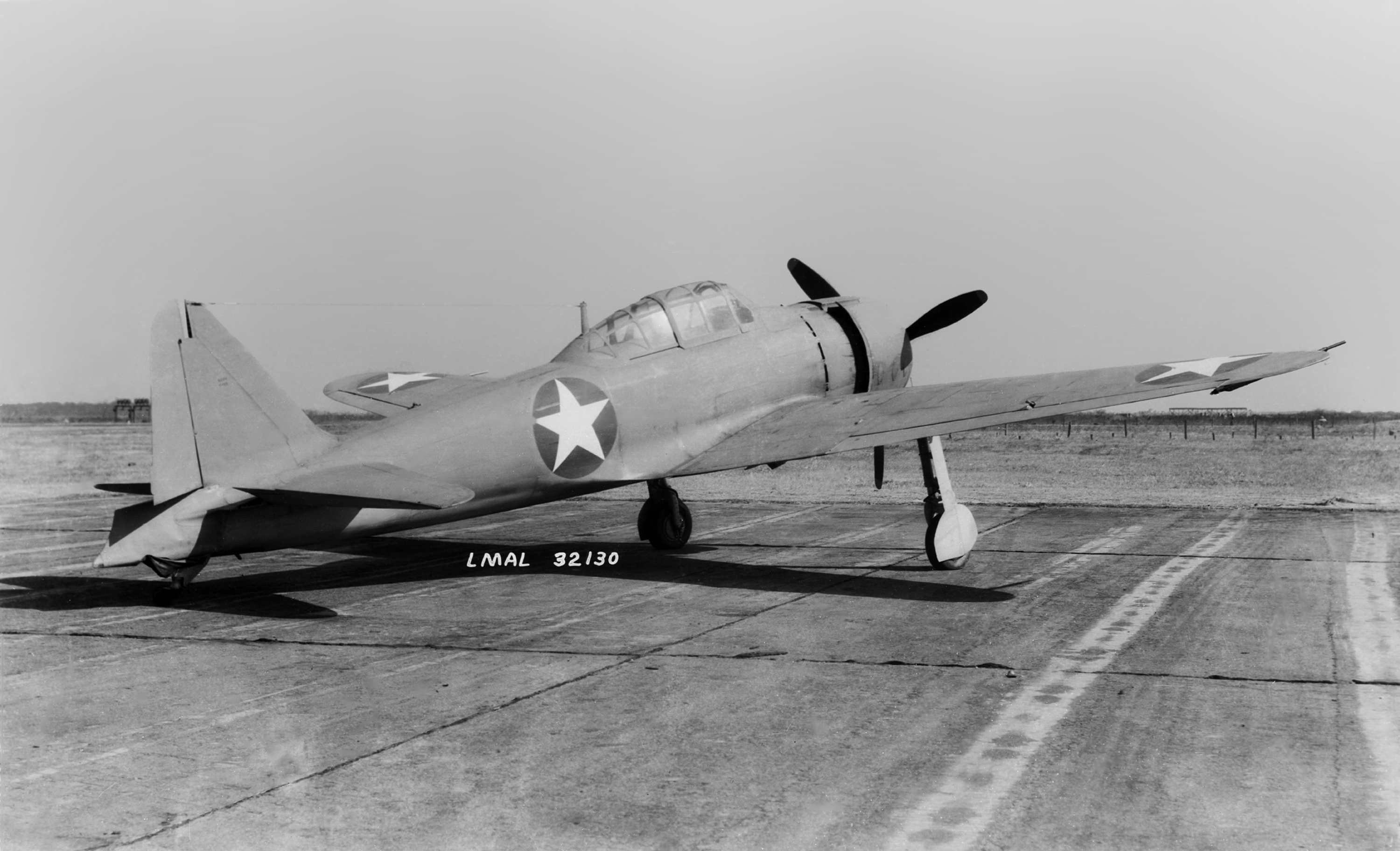
Mitsubishi A6M2 capturado pelos EUA.
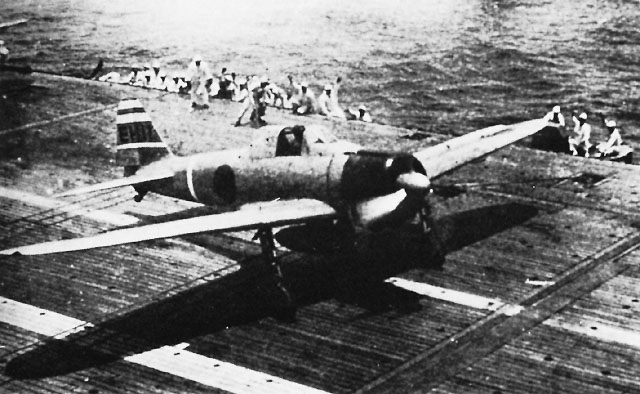
A6M2 Modelo 21 decolando do porta-aviões Akagi em 26 de Outubro de 1942 durante a Batalha das Ilhas Santa Cruz.
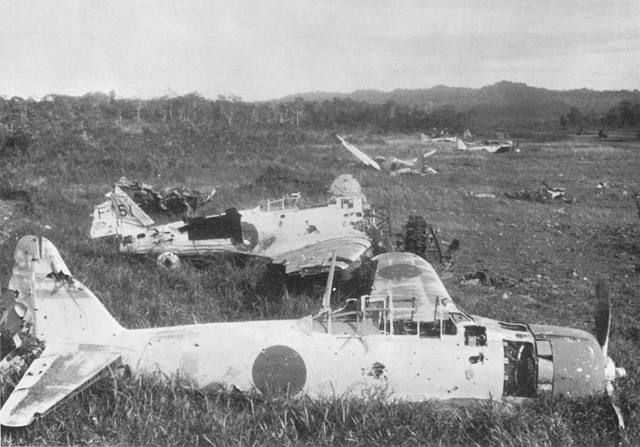
Zero's destruídos no solo por aviões aliados em Lae (1943)
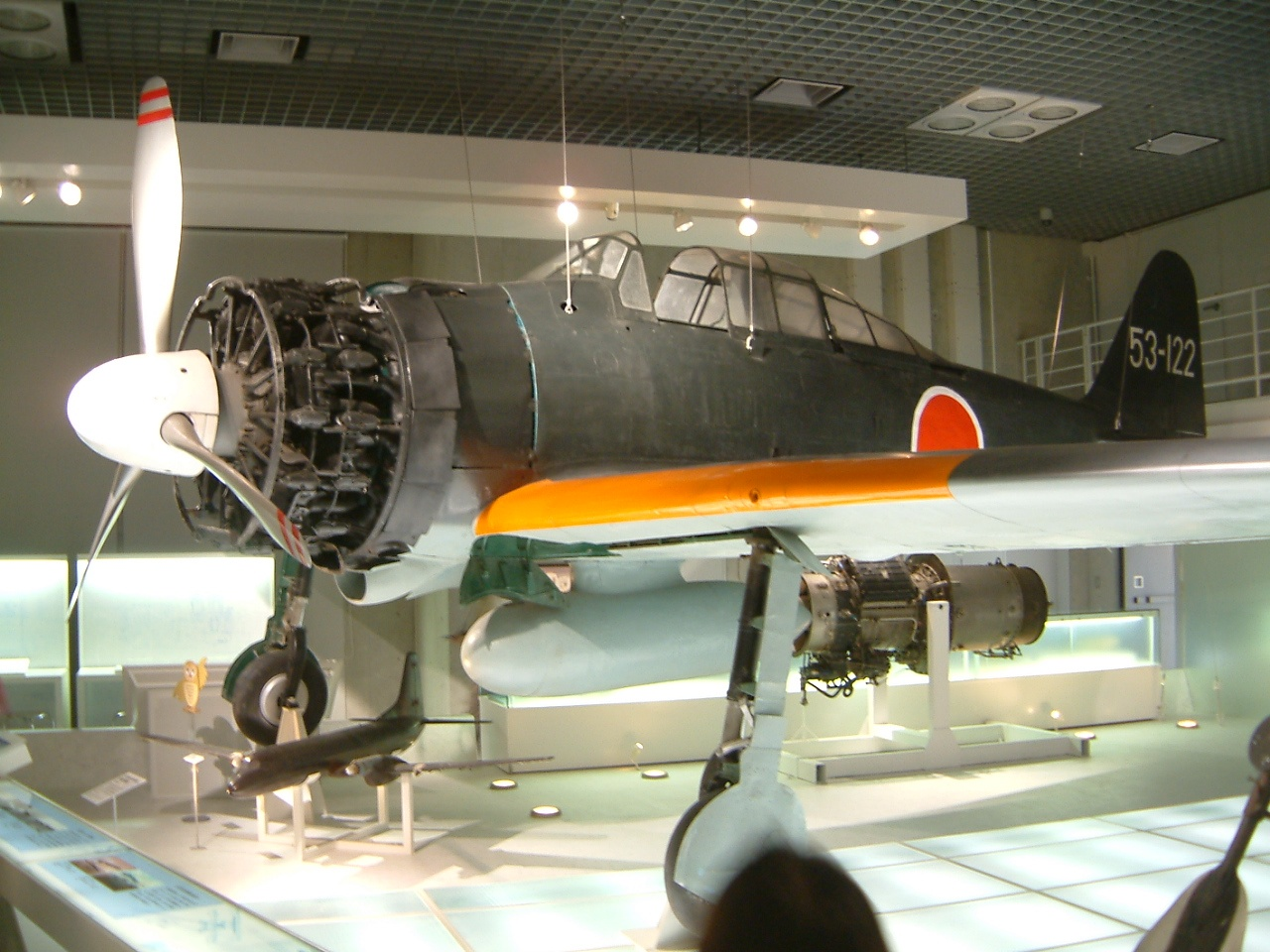
Mitsubishi Zero modelo 21 (A6M2) em exposição no Museu Nacional de Ciência do Japão (Tóquio).
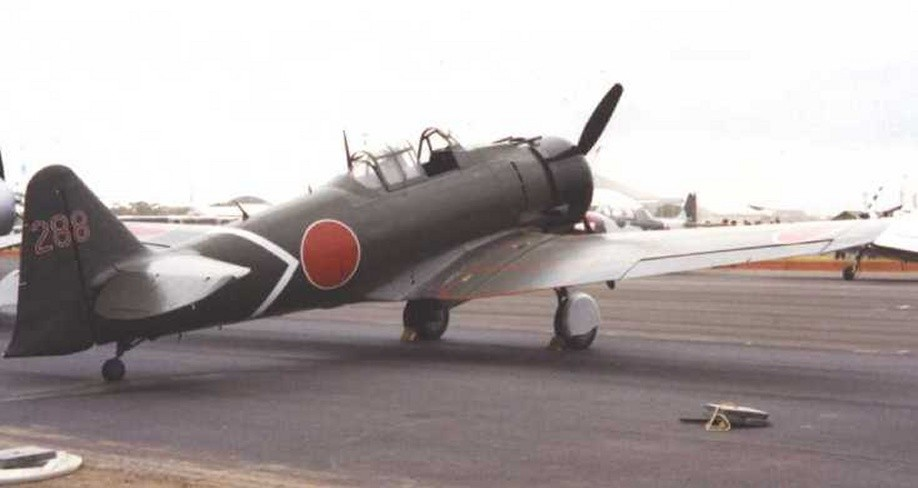
Réplica do no Australian International Airshow em  Avalon, Austrália, Fevereiro de 2003.
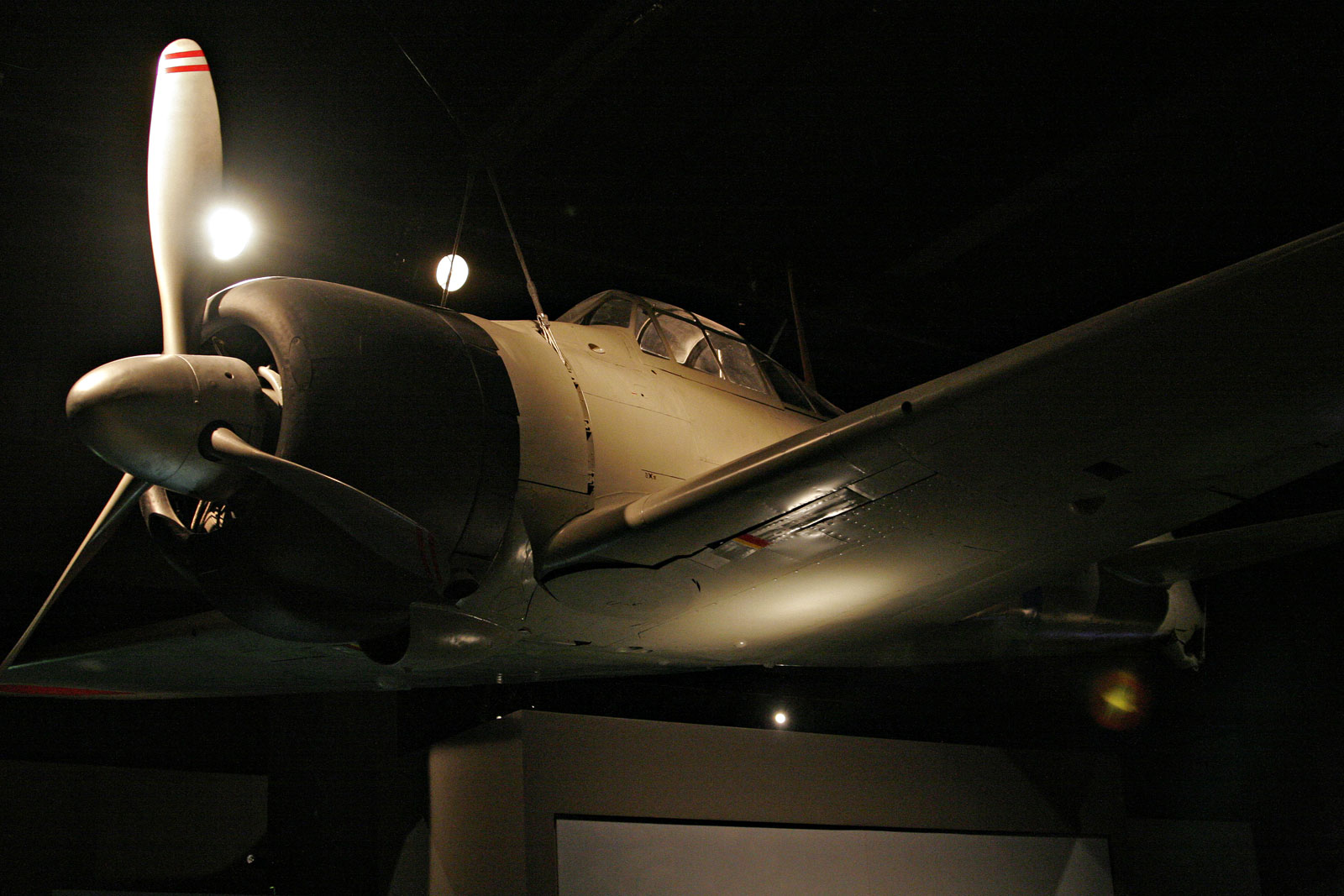
Mitsubishi A6M no Australian War Memorial, Canberra.
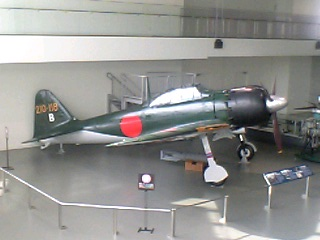
Zero Modelo 62 no Museu Yamato (Museu Marítimo de Kure).
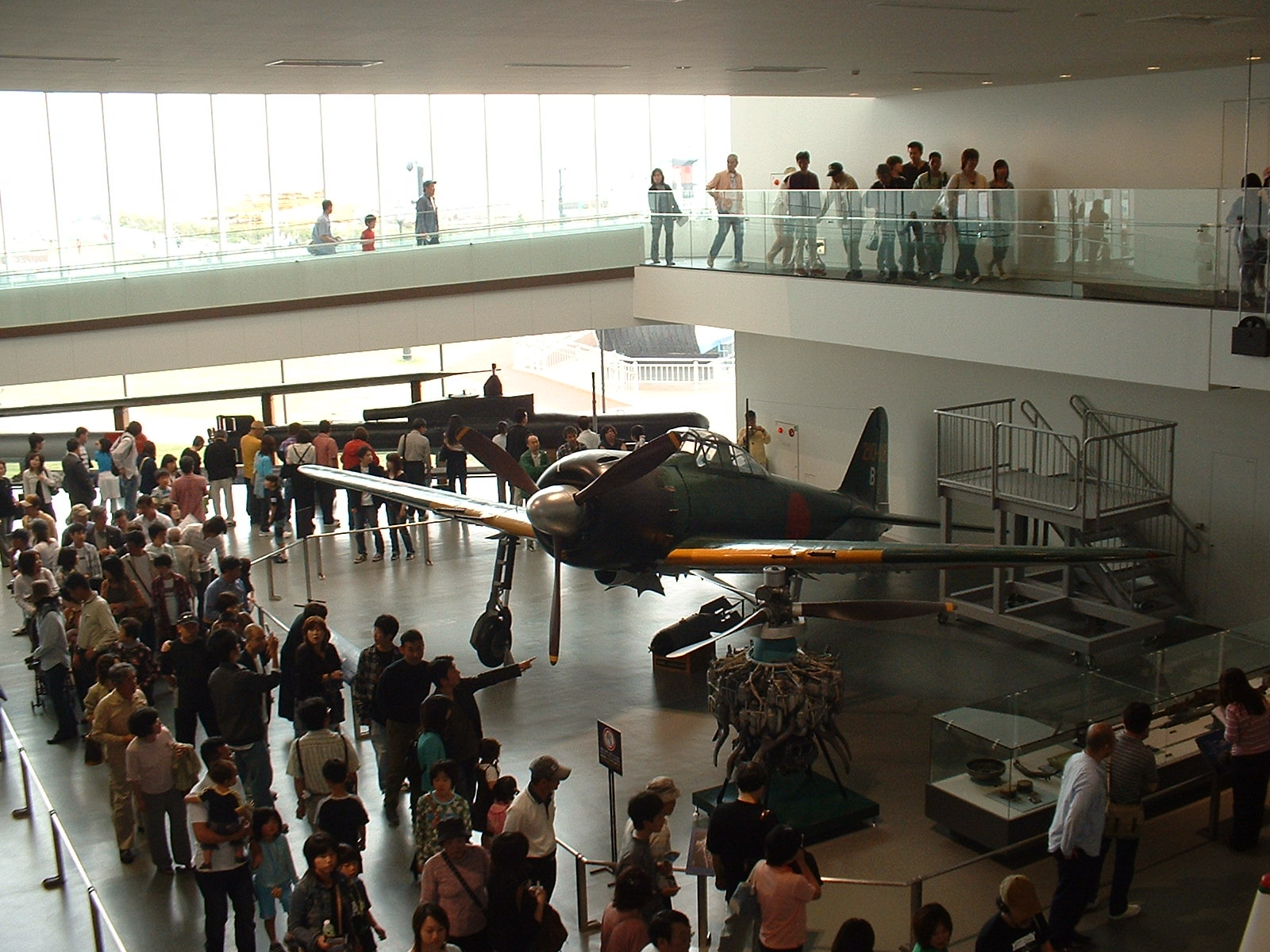
Mitsubishi Zero A6M
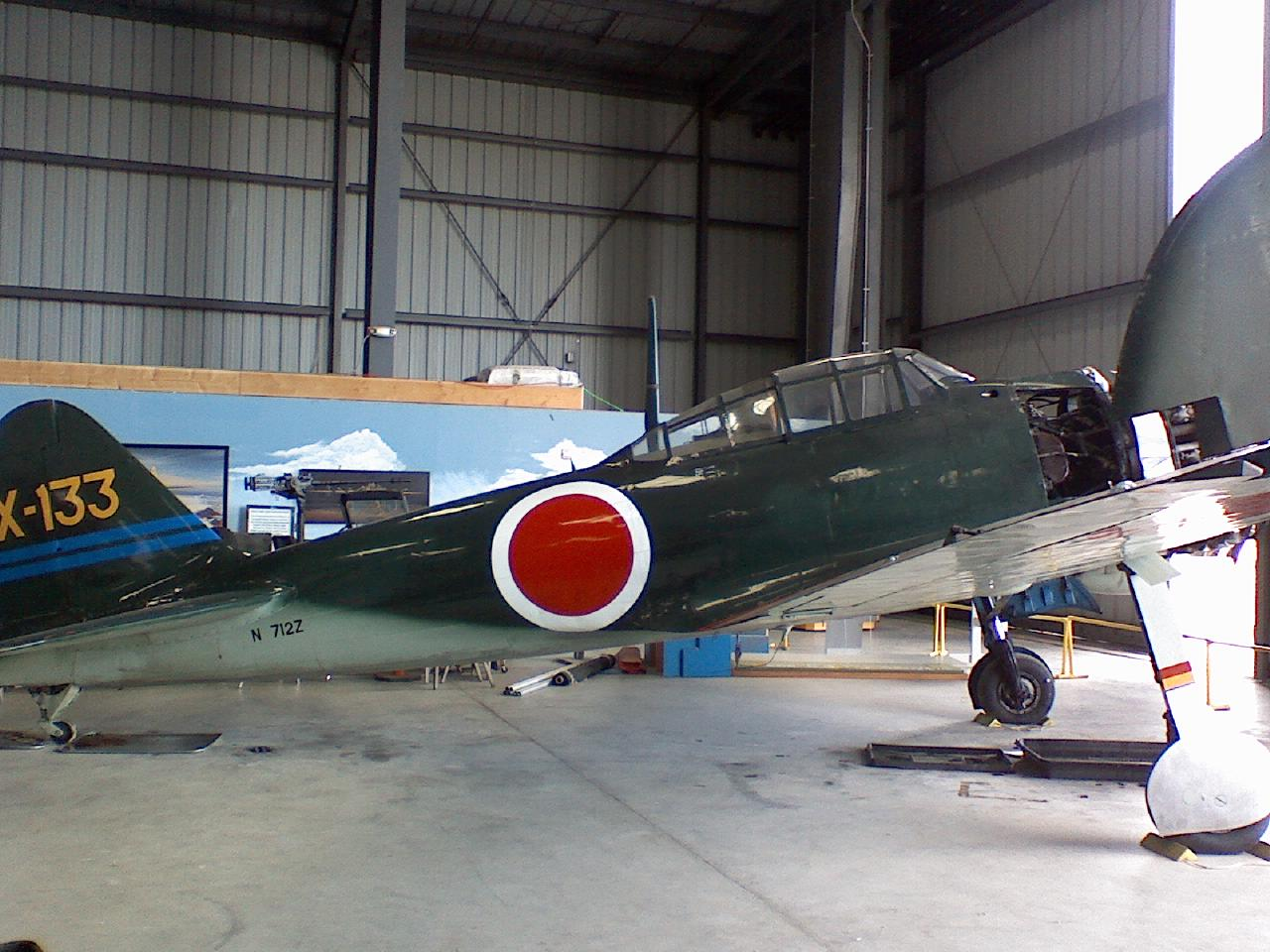
A6M6c Modelo 53c no Camarillo Airport Museum, Camarillo, Califórnia, EUA que foi usado nas gravações do filme Pearl Harbor (2001).
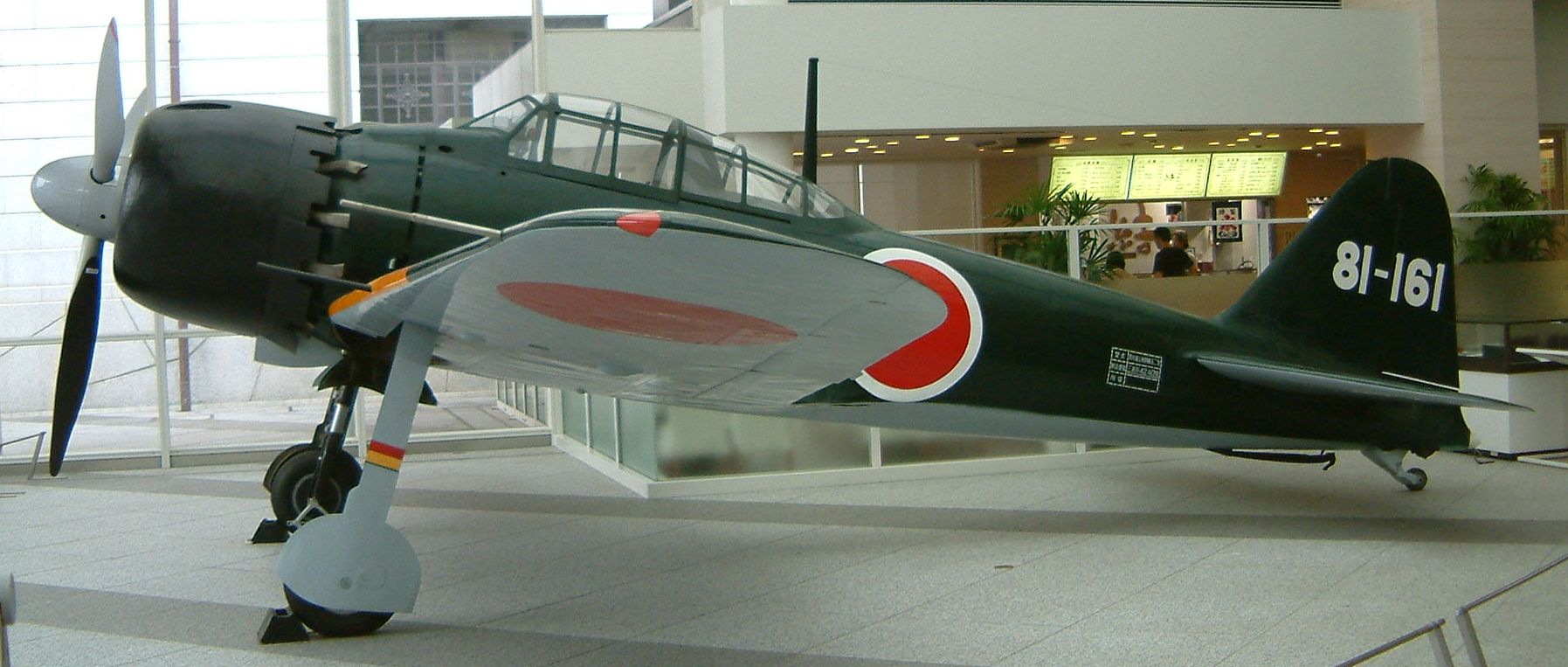
Mitsubishi Zero exposto no Santuário Yasukuni em Tóquio.
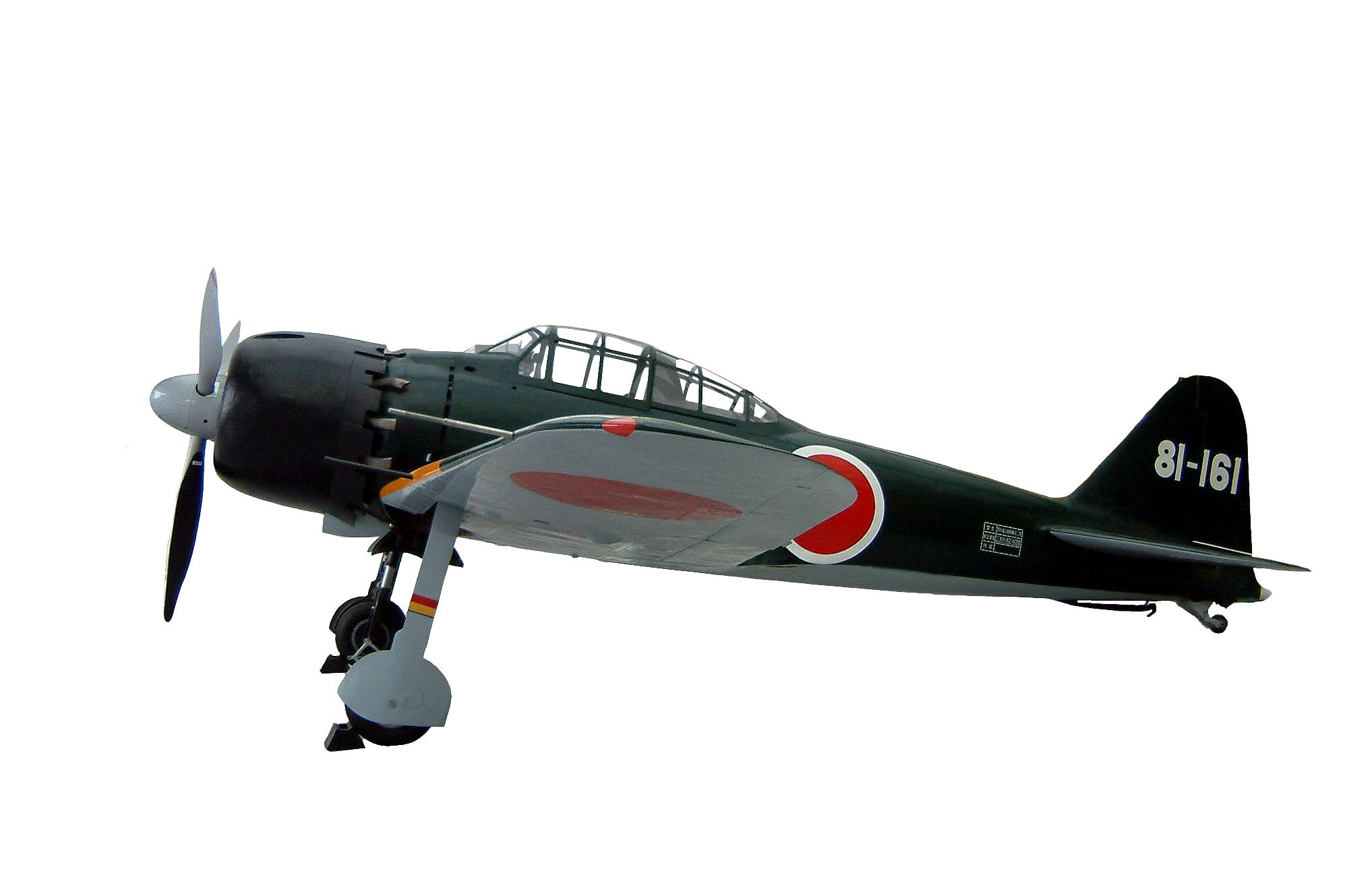
Um modelo Mitsubishi Zero 52 (A6M5).

## Variantes

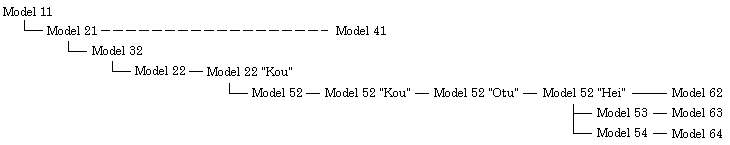
Árvore genealógica da família A6M.

### Protótipo A6M1
Foi completado em Março de 1939, com motor de 780 cavalos Mitsubishi Zuisei. Em setembro foi aprovado pela Marinha, com mudanças no propulsor para evitar vibrações.

### A6M2 Modelo 11

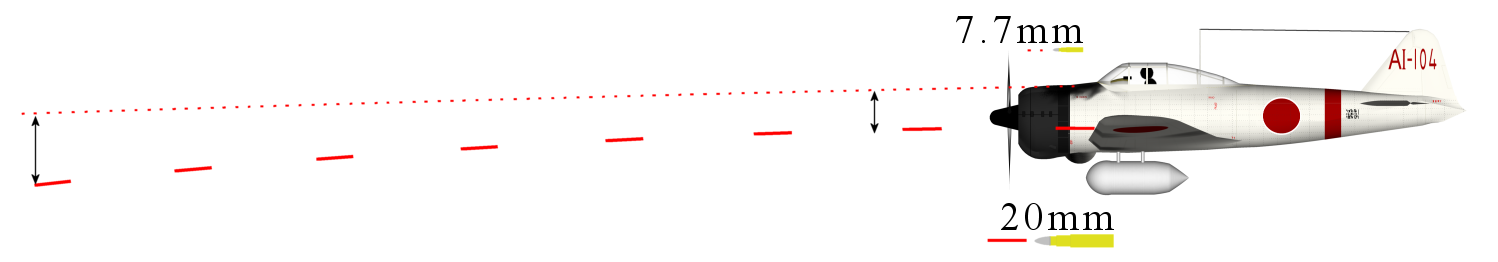
Divergência entre os disparos (popularmente conhecido como "Dropbullet" das metralhadoras de 7 mm e dos canhões de 20 mm do A6M2

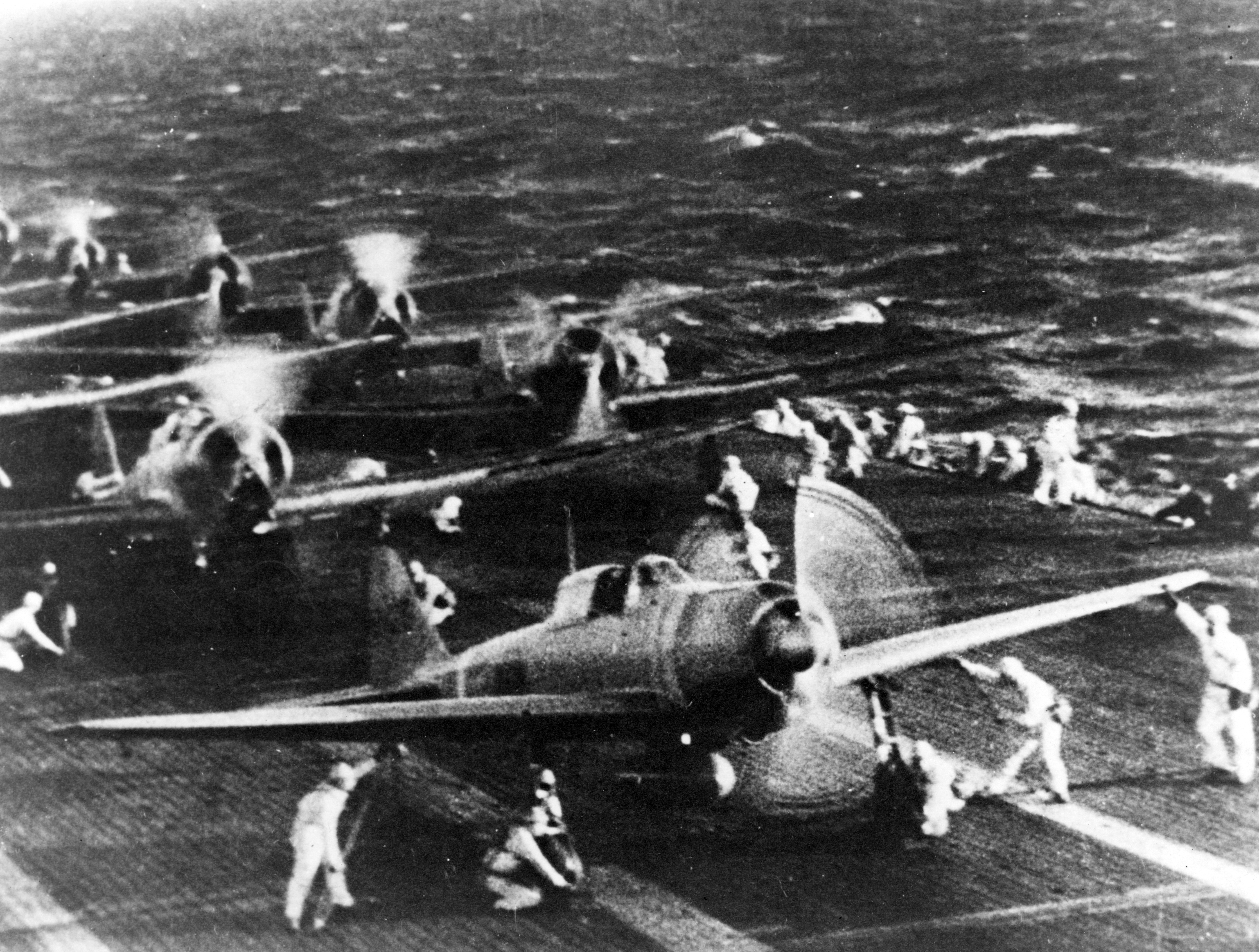
A6M2 "Zero" Modelo 21 (vista frontal). A bordo do porta-aviões Shōkaku.

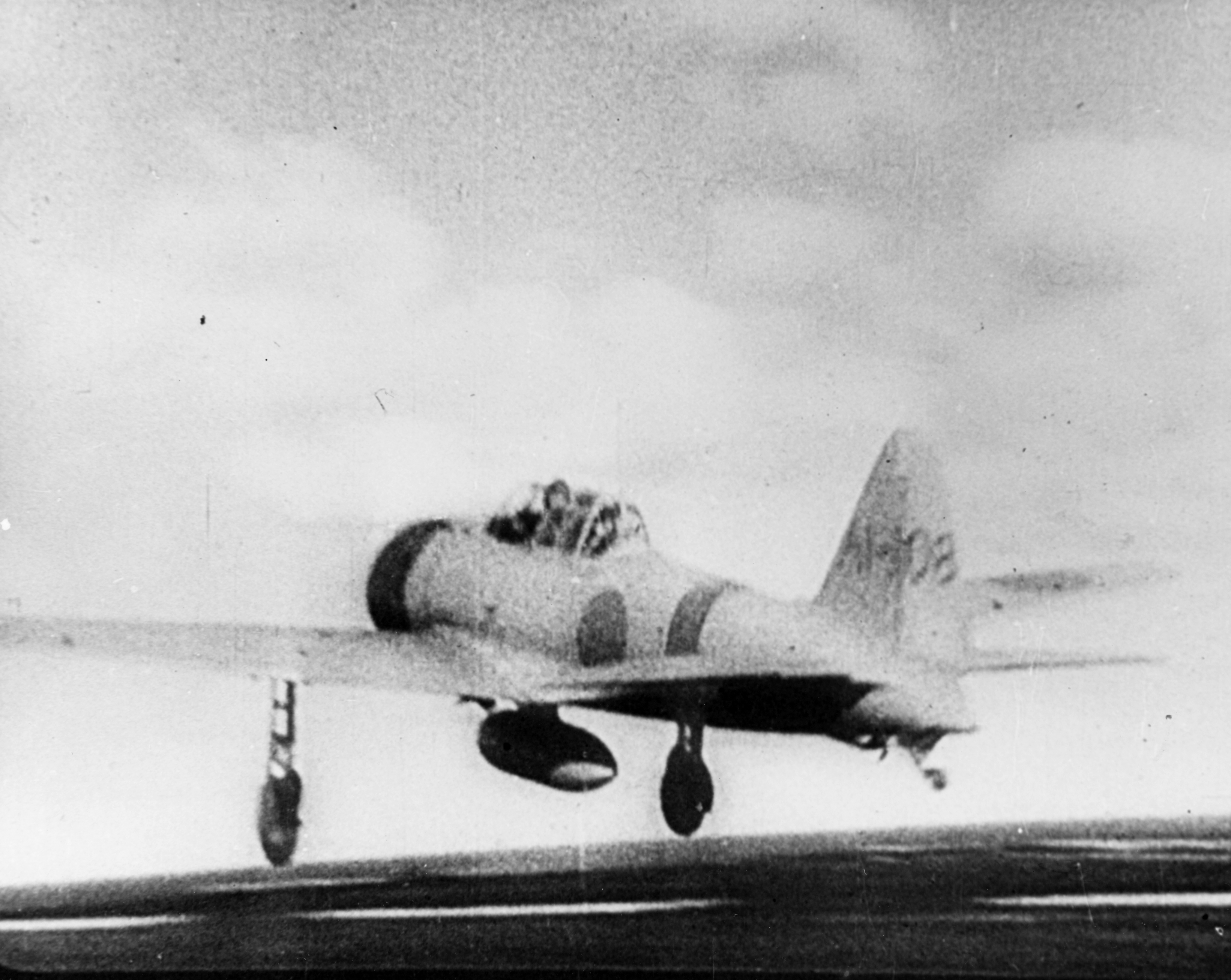
Mitsubishi A6M2 "Zero" Modelo 21 decola do porta-aviões Akagi rumo a Pearl Harbor.

Possuía um motor de 940 cavalos Nakajima Sakae, o que, apesar da relutância inicial, provou melhorar bastante a performance da aeronave. Os primeiros foram completados em janeiro de 1940.
As novas aeronaves chegaram a Manchúria em julho de 1940, e foram vistas pela primeira vez em combate em Chungking, em agosto. Enfrentando os aviões Polikarpov I-16s e I-153s soviéticos operados pelos chineses, mostraram superioridade.

### A6M2 Modelo 21
Após distribuírem apenas 65 aeronaves até novembro de 1940, foram necessárias se introduzirem mudanças na linha de produção. Estas mudanças resultaram no modelo 21, que permitiram a maior produção de aeronaves do início da guerra. 740 Modelos 21 foram completados pela Mitsubishi, e outros 800 pela Nakajima. Duas outras versões foram construídas em menores números, o A6M2-N "Rufe" planador (baseado no modelo 11 modificado), e o A6M2-K para treinamento. No total foram 508 unidades construídas pela Hitachi e Sasebo Naval Air Arsenal.

### A6M3, Modelo 32
Em 1941, a Nakajima introduziu o motor Sakae 21, melhorando a performance em altitude e aumento a potência para 1 130 hp. A ideia era preparar outro modelo para um novo motor.
O primeiro Modelo 32 foi entregue em abril de 1942. Trazia mudanças nas asas e os aliados o chamavam pelos códigos de Hap e depois Hamp, mas depois foi simplificado para Zeke, código do modelo anterior. Foram usados nas batalhas das Ilhas Salomão na Melanésia, mas apresentaram piora de performance. Permaneceu produzido por um curto período, com 343 aeronaves construídas.

### A6M3 Modelo 22
Com as deficiências do 32, um novo modelo 21 foi construído, com maior capacidade de voo devido ao aumento dos tanques de combustível. Iniciou-se a produção em dezembro de 1942 com 560 aeronaves construídas. Chamado pela marinha de Modelo 22, a Mitsubishi o denominou A6M3B (Modelo 22B).

### A6M4 Model 41
Os A6M4 foram planejados para usar um motor Sakae com turbo supercompressor, para altitudes extremas. Depois de testes fracassados com dois protótipos em 1943, o modelo foi abandonado.

### A6M6c Modelo 53C
Similar ao A6M5c, possuía um motor que funcionava com mistura de água-metanol.

### A6M7 Modelo 63
Similar ao A6M6, construído para os ataques dos kamikazes, tinha todo seu armamento removido, e era adicionado uma carga de bombas muito além de sua capacidade, o que reduzia sua velocidade.

### A6M8 Modelo 64
Foram construídos dois protótipos em 1945, que não entraram em testes em função do fim da guerra.